# 7-ма армія (Німецька імперія)
Не варто плутати з 7-ю німецькою армією часів Другої світової війни
7-ма а́рмія  (нім. 7. Armee) — армія Імперської армії Німеччини за часів Першої світової війни.

## Історія
7-ма армія (7. Armee) була сформована 2 серпня 1914 року.

## Командування

### Командувачі
- генерал-полковник Йосіас фон Геерінген (нім. Josias von Heeringen) (2 серпня 1914 — 26 серпня 1916);
- генерал артилерії, з 27 січня 1915 генерал-полковник Ріхард фон Шуберт (нім. Richard von Schubert) (26 серпня 1916 — 11 березня 1917);
- генерал від інфантерії Макс фон Боен (нім. Max von Boehn) (11 березня 1917 — 6 серпня 1918);
- генерал від інфантерії Магнус фон Еберхардт (нім. Magnus von Eberhardt) (6 серпня — 31 жовтня 1918);
- генерал-полковник Макс фон Боен (31 жовтня — листопад 1918).